# Star (klasa jachtu)

Oryginalny zestaw żagli (przed 1922)

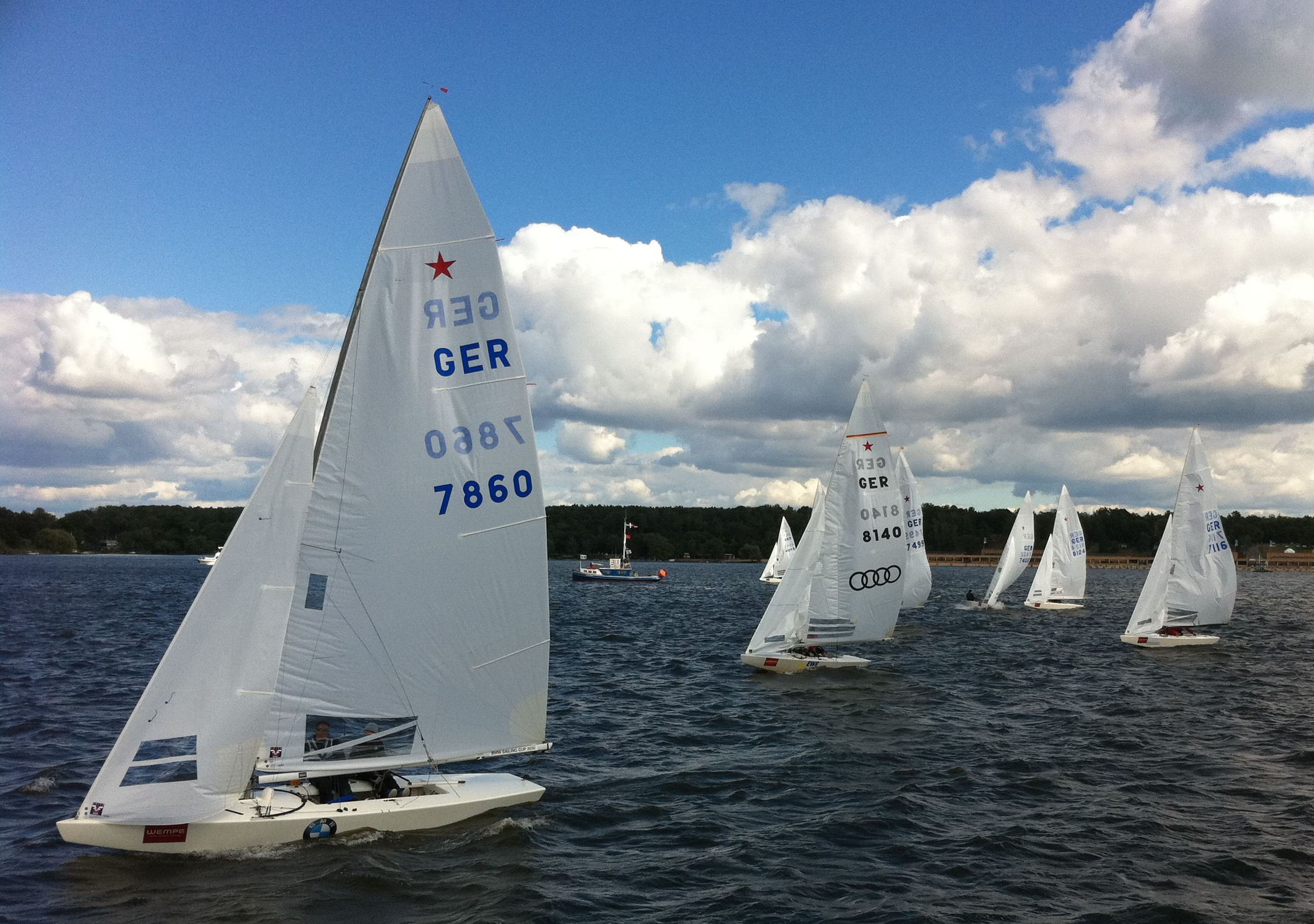
Star regaty (2010)

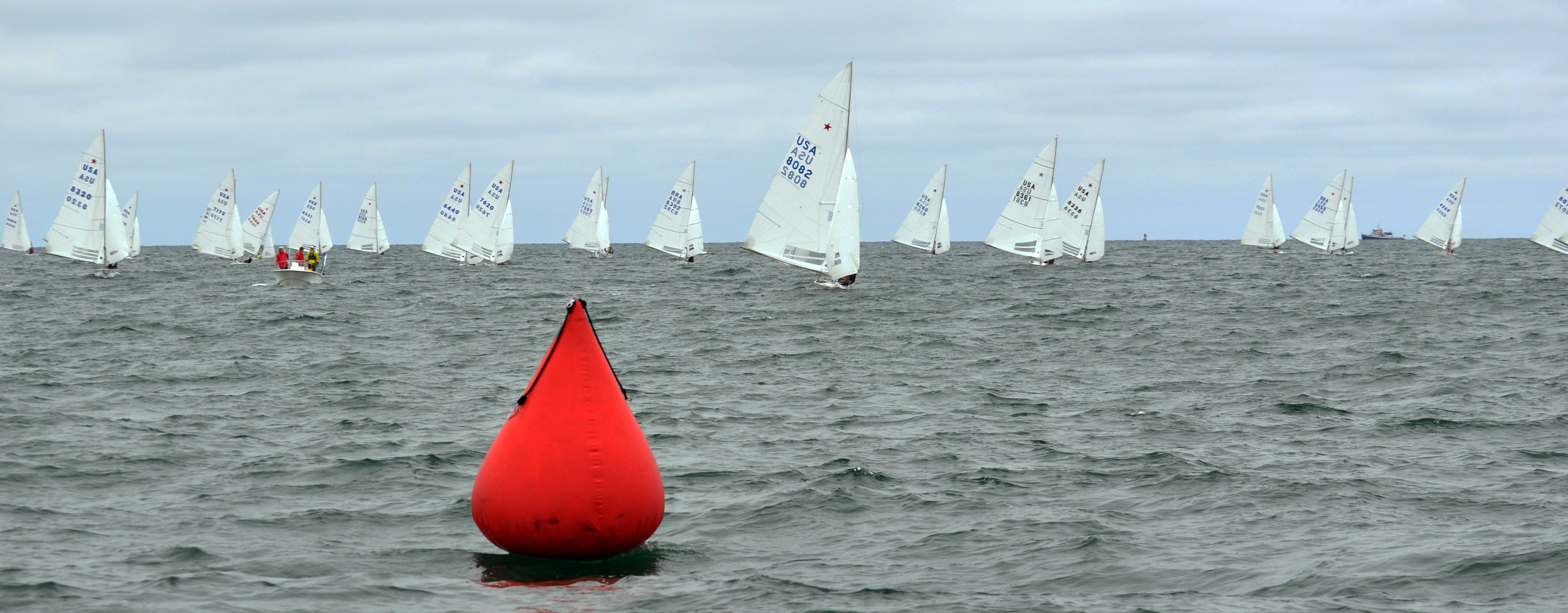
Stary na trasie Mistrzostw Ameryki Północnej, czerwiec 2013

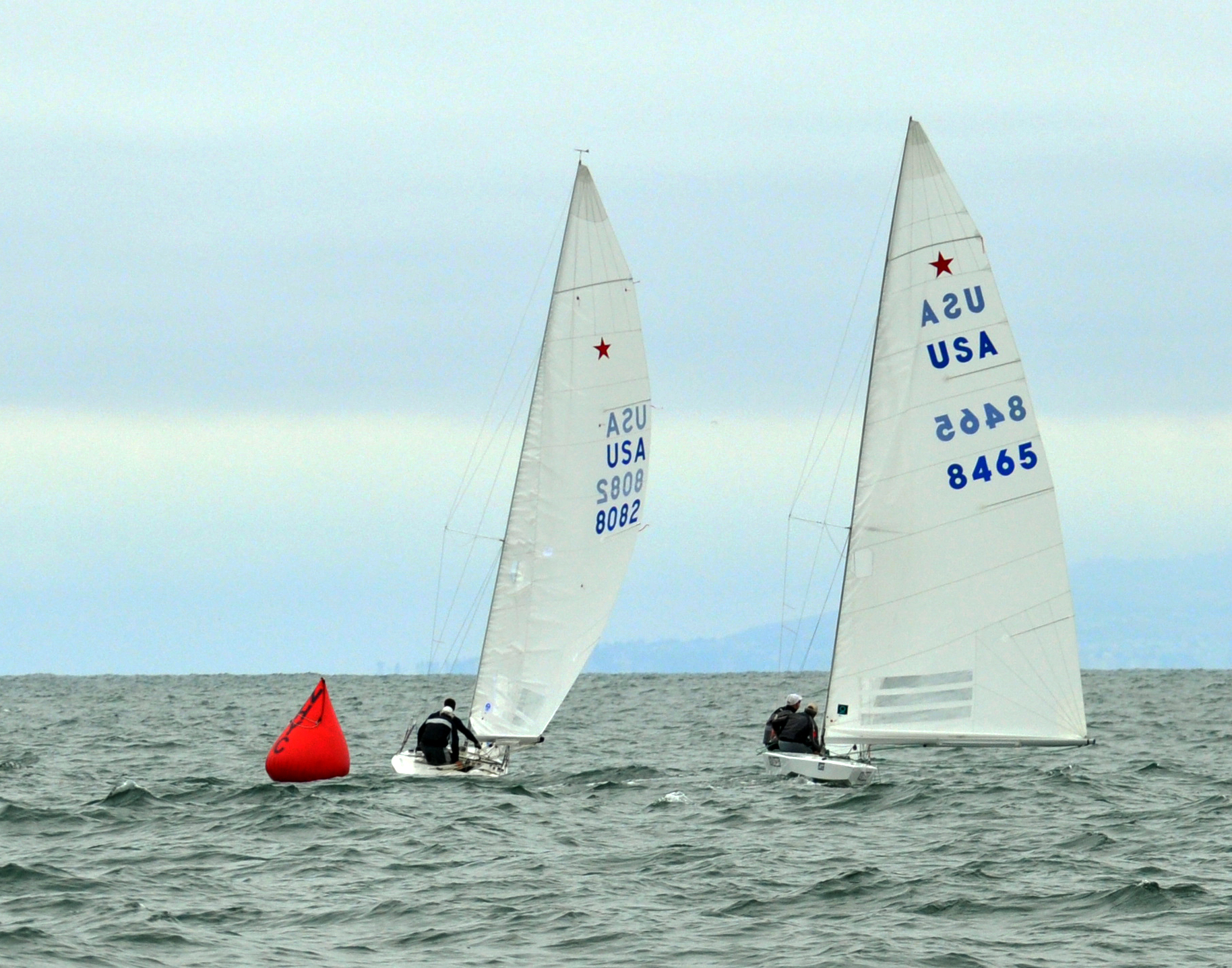
Stary na trasie Mistrzostw Ameryki Północnej. czerwiec 2013

Star – dwuosobowy slup balastowy oraz monotypowa klasa olimpijska jachtów regatowych (od 1932 roku, z wyjątkiem igrzysk w roku 1976). Konstrukcja F. Sweisguth (USA, 1911 rok) z późniejszymi, znacznymi, modyfikacjami.

## Charakterystyka
Stary to jachty wymagające ciężkiej i sprawnej fizycznie załogi oraz precyzyjnego trymu. W tej klasie żegluje wielu świetnych żeglarzy, jest ona uznawana za jedną z najtrudniejszych (ze względu na ogromną konkurencję) w żeglarstwie.

## Historia
Star została zaprojektowana w 1910 roku przez Franciszka Sweisgutha - rysownika dla biura Naval Architect Williama Gardnera, a pierwsze 22 jednostki zostały zbudowane w Port Washington w Nowym Jorku przez Ike'a Smitha w zimie 1910-11. Od tego czasu zbudowano ponad 8400 łodzi, a ponad 2000 aktywnie ścigało się w 170 flotach.
W styczniu 1922 roku na spotkaniu w Nowym Jorku powstało Star Class Yacht Racing Association. Przyjęto konstytucję i zbiór przepisów oraz przyznano pięć statutów flotowych. Było to pierwsze stowarzyszenie monotypowej klasy jachtu.
Na jednostce tego typu pływał prezydent USA John F. Kennedy.
Kadłub jest konstrukcją o ostrym wyglądzie, z lekkim zakrzywieniem do sekcji dolnej, dużymi nawisami i bulbem na kilu. Star został pierwotnie ożaglowany w duży grot i mały fok, a w 1921 zostało ono zastąpione przez ożaglowanie bermudzkie, a potem w 1930 ożaglowanie nabrało ostatecznego kształtu, jaki znamy dziś. W 1965 włókno szklane zastąpiło drewno jako główne materiał kadłuba. Inne zmiany w ścisłych zasadach projektowania dla klasy Star obejmują dodanie mniej sztywnego masztu czy innowacyjnego obciągacza bomu.

## Klasa Star w Polsce
W Polsce klasa była aktywna w latach 60. i 70. (istniało kilkanaście jachtów, czołowym sternikiem w tym okresie był Zygfryd Perlicki). W roku 1980 polska załoga (Tomasz Holc i Zbigniew Malicki) startowała na Igrzyskach Olimpijskich w Tallinnie. Obecnie w Polsce jest kilka łodzi tej klasy (z czego 6 nadaje się do regat klasowych). Najbardziej aktywnymi załogami sportowymi są zespoły: Mateusz Kusznierewicz – Dominik Życki, Arkadiusz Wierzbicki – Piotr Zawistowski (start w Mistrzostwach Świata w Varbergu) i Maciej Grabowski – Łukasz Lesiński.
W dniach 13-16 sierpnia 2009, po 39 latach przerwy, w Gdyni odbyły się zorganizowane przez Yacht Klub Stal Gdynia Międzynarodowe Mistrzostwa Polski klasy Star – Polski Gaz Star Polish Open, w których zwyciężyła załoga Mateusz Kusznierewicz/Dominik Życki.